# كيث بوشامب (لاعب دوري الرغبي)
كيث بوشامب (بالإنجليزية: Keith Beauchamp)‏ هو لاعب دوري الرغبي أسترالي، ولد في 20 ديسمبر 1967.